# Club Comunicaciones
|  | No s'ha de confondre amb Club Social y Deportivo Comunicaciones. |

El Club Comunicaciones és un club de futbol argentí de la ciutat de Buenos Aires al barri d'Agronomía. Els seus colors són el groc i el negre.

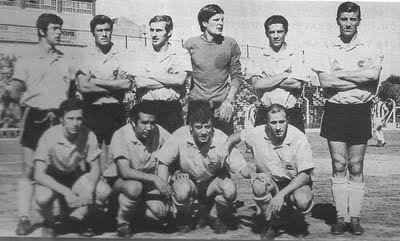
Equip campió de Primera C el 1962.

L'any 2011 el club tenia un deute de 6.700 milions de pesos argentins i fou declarat en fallida. Diversos grups mostraren interès per comprar el club, entre ells el govern de la ciutat de Buenos Aires.

## Palmarès
- Primera C (2): 1969, 2004-05